# بييترافراتسانا
بييترافراتسانا (بالإيطالية: Pietraferrazzana)‏ هي بلدية في مقاطعة كييتي في إقليم أبروتسو الإيطالي.

## السكان
في سنة 1861 بلغ عدد السكان 728 نسمة، وتطور العدد ليصل في سنة 2011 لـ 128 نسمة.
يظهر هذا المخطط البياني تطور النمو السكاني لـ بييترافراتسانا